# Pressing (casa discografica)
La Pressing è stata una casa discografica italiana.
Con sede a Bologna, è stata artefice del lancio di alcuni artisti emergenti del panorama musicale italiano, tra cui Luca Carboni e Samuele Bersani. Alla Pressing si deve anche la rinascita artistica di Gianni Morandi. Per la Pressing sono stati incisi gli album più venduti di Lucio Dalla, che ne era direttore artistico.
La Pressing chiuderà i battenti nel 2000, per essere rifondata come Pressing Line da Lucio Dalla.

## Discografia
- per Lucio Dalla
  - Viaggi organizzati (1984)
  - Bugie (1985)
  - DallAmeriCaruso (1986)
  - Dalla/Morandi (1988) (con Gianni Morandi)
  - Cambio (1990)
  - Amen (dal vivo, 1992)
  - Henna (1993)
  - Canzoni (1996)
  - Ciao (1999)
- per Samuele Bersani
  - C'hanno preso tutto (1992)
  - Samuele Bersani (1997)
  - L'oroscopo speciale (2000 con BMG Ricordi)
- per Angela Baraldi
  - Viva (1990)